# Eilema distorta
Eilema distorta är en fjärilsart som beskrevs av Moore 1872. Eilema distorta ingår i släktet Eilema och familjen björnspinnare. Inga underarter finns listade i Catalogue of Life.